# Абрамов Віктор Миколайович
Віктор Миколайович Абрамов (нар. 30 листопада 1952, Ворошиловград, УРСР) — радянський український футболіст, захисник.

## Життєпис
Вихованець групи підготовки клубу «Зоря» (Луганськ), перший тренер — Б. В. Фомічов. Розпочав виступати на дорослому рівні 1971 року у другій лізі, в команді «Хімік» (Сєвєродонецьк).
У 1972 році повернувся в «Зорю», але в чемпіонському сезоні виступав лише за дубль. В основному складі «Зорі» дебютував в матчі Кубка СРСР 17 березня 1973 року проти «Спартака» (Орджонікідзе), у вищій лізі перший матч зіграв 29 вересня 1973 року проти ростовського СКА.
У 1974-1975 роках проходив військову службу, виступаючи за СК «Чернігів». В обох сезонах включався до списків найкращих футболістів Української РСР у першій та другій лізі.
У 1976 році знову повернувся в «Зорю», але закріпитися в основному складі так і не зумів. Загалом у складі луганського клубу в 1973 та 1976-1977 роках зіграв 13 матчів у вищій лізі.
У 1978 році виступав за кіровоградську «Зірку» у другій лізі. Потім грав за команди з Волгодонська — «Атоммаш» та «Будівельник» у другій лізі та змаганнях КФК. Завершив кар'єру 1985 року в аматорському колективі «Сокіл» (Ровеньки).